# Diaphus confusus
Diaphus confusus är en fiskart som beskrevs av Becker 1992. Diaphus confusus ingår i släktet Diaphus och familjen prickfiskar. Inga underarter finns listade i Catalogue of Life.